# 베로운구

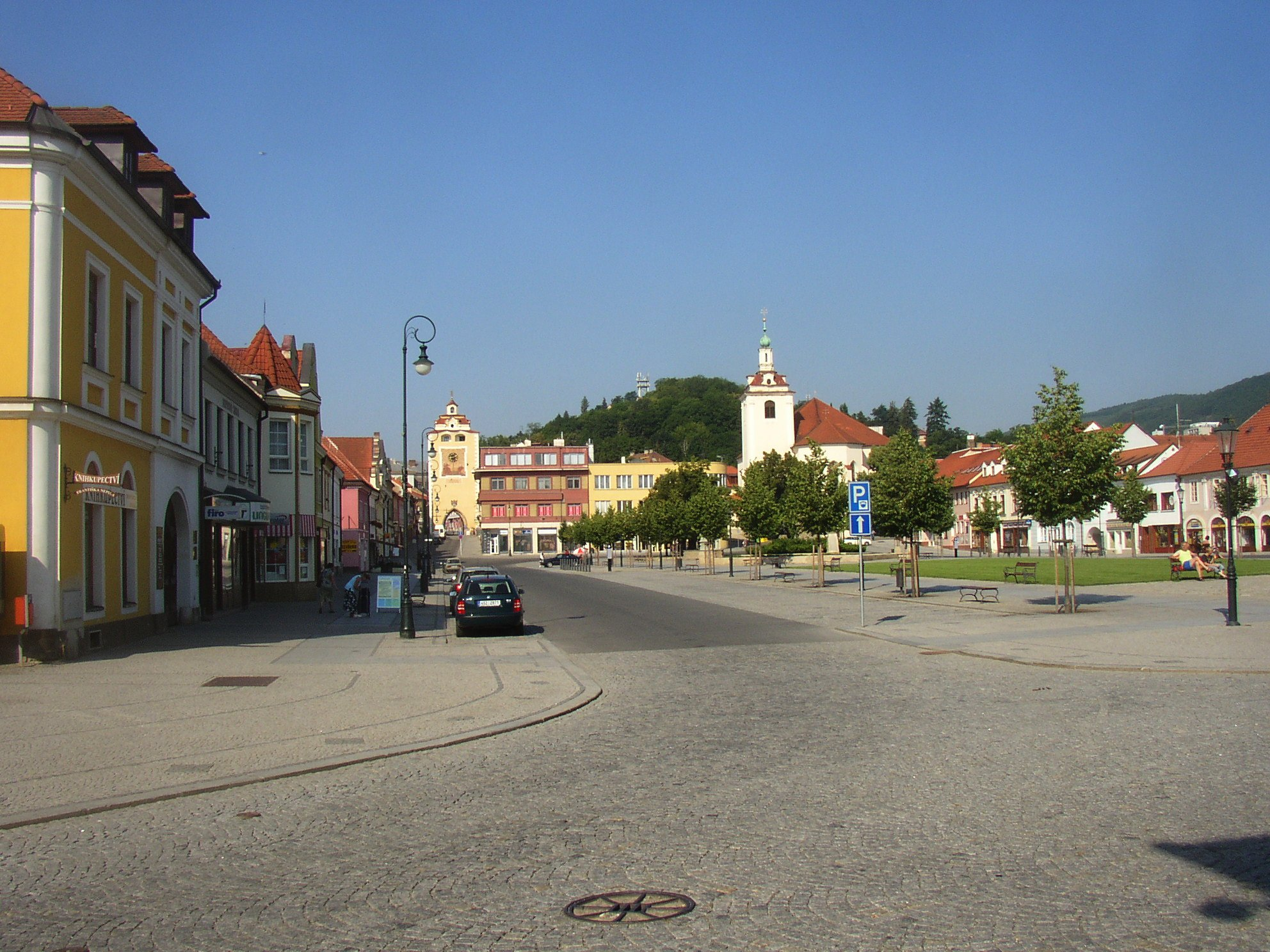
베로운구의 행정 중심지인 베로운

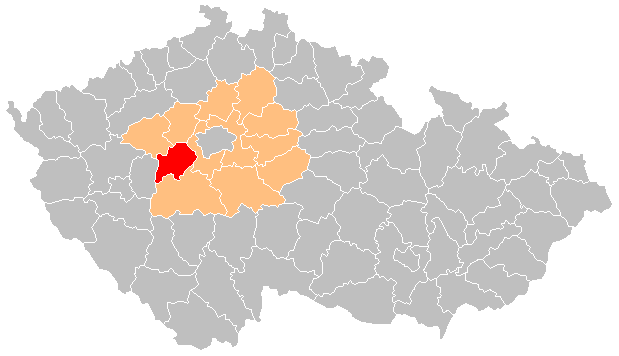
베로운구의 위치

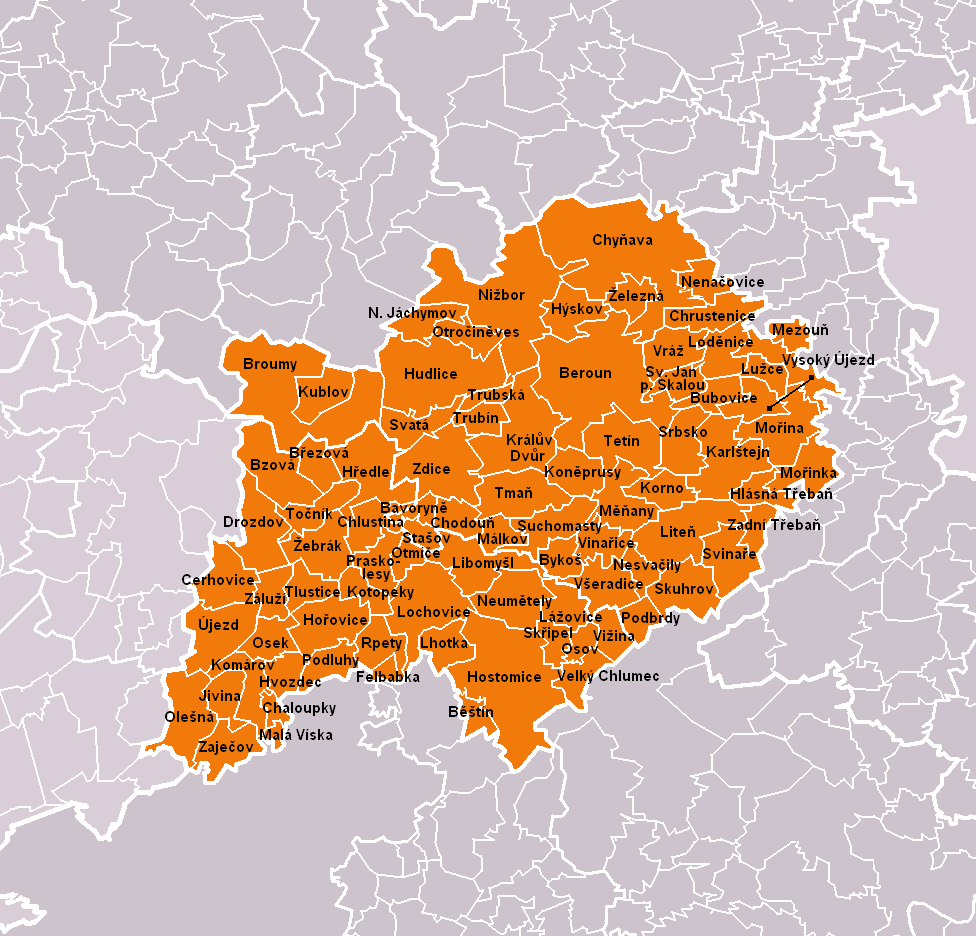
베로운구가 관할하는 지방 자치체

베로운구(체코어: Okres Beroun)는 체코 중앙보헤미아주를 구성하는 12개 구 가운데 하나로 행정 중심지는 베로운이며 면적은 661.91km2, 인구는 93,726명(2019년 1월 1일 기준), 인구 밀도는 140명/km2이다.
중앙보헤미아주 서부에 위치하며 85개 지방 자치체(10개 시, 75개 마을)를 관할한다. 중앙보헤미아주 프르지브람구, 클라드노구, 라코브니크구, 서프라하구, 플젠주 로키차니구와 접한다.